# Marco Ballotta
Marco Ballotta (ur. 3 kwietnia 1964 w Turynie) – włoski piłkarz występujący na pozycji bramkarza.

## Życiorys
Karierę zakończył w zespole S.S. Lazio i mimo zaawansowanego wieku był podstawowym bramkarzem ekipy ze Stadio Olimpico. 18 września 2007 roku został najstarszym piłkarzem, który zagrał w Lidze Mistrzów. Został w klubie, gdzie podjął obowiązki trenera bramkarzy.